# Andreas Asimakopulos
Andreas Asimakopulos (gr. Ανδρέας Ασημακόπουλος, ur. 14 stycznia 1889 w Aleksandrii) – grecki pływak i waterpolista z początków XX wieku, uczestnik igrzysk olimpijskich.
Trzykrotnie wystartował na igrzyskach olimpijskich. Po raz pierwszy na V Letnich Igrzyskach Olimpijskich w Sztokholmie wystartował w wyścigu pływacki na 100 metrów. W pierwszym wyścigu eliminacyjnym zajął z czasem 1:15,4 trzecie miejsce i odpadł z dalszej rywalizacji. Po wojnie podczas VII Letnich Igrzysk Olimpijskich w Antwerpii i VIII Letnich Igrzysk Olimpijskich w Paryżu brał udział w turniejach piłki wodnej. W pierwszym z nich drużyna Grecji odpadła w półfinale turnieju o brązowy medal, zaś w drugim – grecka drużyna odpadła w eliminacjach.
Asimakopulos reprezentował barwy egipskiego klubu ΕΝΟΑ oraz greckiego Ethnikos GS.